# Лидия Петрова (фотографка)
 Тази статия е за фотографката.  За певицата вижте Лидия Петрова.  
Лидия Петрова Петрова (14 ноември 1975 – 10 ноември 2014) е българска фотографка от Нови Искър.

## Биография
Петрова е родена на 14 ноември 1975 г. в град Нови Искър в семейството на Петър Петров и Снежана Петрова.
През 1999 г. започва да се занимава с фотография и до 2002 г. работи във вестник „Труд". Жени се за Красимир Цветанов на 22 август 2003 г. Двамата имат син, който по-късно започва да учи в Еврейското училище в София.
През 2012 г. след Атентата на летище Бурас близките ѝ обявяват, че тя е била изключително притеснена, тогава според съпруга ѝ тя започва да се лекува от шизофрения.
До 2014 г. организира пленуми по фотография и е имала фотографска компаня. Парите обаче не са ѝ достигали и ѝ се налагало да работи като чистачка и да живее на квартира в квартал „Надежда“.

### Самозапалване
На 3 август 2014 г. Петрова отива пред Президентството и сяда на фонтана пред сградата. Пред сградата има журналисти и новинарски екипи във връзка с тогавашните консултации след парламентарните избори между президента на България Росен Плевнелиев и Патриотичния фронт.
Около 14:48 ч. Лидия Петрова изсипва шише с бензин на главата си, драска запалка с логото на ПП ГЕРБ и се самозапалва. Тя е изгасена от служители на НСО с помощта на пожарогасители и е откарана в критично състояне до болница „Пирогов“. Поради множеството журналисти и фотографи инцидентът е заснет и снимки и видеозаписи от случилото се са разпространени в интернет.

### Престой в „Пирогов“
В „Пирогов“ медицинските екипи установяват, че Петрова е с 90 % изгаряния по тялото, най-тежките са на главата и гърдите ѝ, където тя изсипва бензина. В 17:00 ч. проф. Огнян Хаджийски обявява, че състоянието ѝ е несъвместимо с живота. Лидия Петрова издъхва на 10 ноември 2014 г., седмица след случилото се, без някога да дойде в съзнание.

### Медийно внимание
Поради местоположението и многото кадри на случилото се инцидентът получава национално внимание и Лидия Петрова е наречена „Жената факла“. След самозапалването различни теории се появяват за мотивите на Лидия Петрова да се самозапали.
Според майка ѝ Снежана Петрова Лидия е била подтикната от някого, а сестра ѝ твърди, че това е свързано със секта. Най-приетата теория обаче е, че тя го е направила от отчаяние, както и много други българи през периода 2013 – 2015 г.